# Marwin Hitz
Marwin Hitz (Sankt Gallen, 1987. szeptember 18. –) svájci labdarúgó, a svájci Basel kapusa.

## Pályafutása
Hitz Sankt Gallen közelében nőtt fel, kilencévesen került az FC St. Gallenhez. Itt 12 évet töltött, az U21 korosztályos csapattal az 1. Ligában szerepelt. A 2006–2007-es szezon után a másodosztályú Yverdon-Sport FC klubnak adták kölcsön, a téli szünetet követően pedig a bajnoki riválisokhoz, az FC Winterthurhoz küldték. Itt a 25. fordulóban, Christian Leite sérülése után, a második félidőben debütált profi mérkőzésen, és a bajnokságból hátralévő kilenc fordulóban is ő védett. A következő szezonban már ő volt a Winterthur első számú kapusa, ám az 5. fordulóban kiállították, és még az eltiltása alatt leszerződtette őt a német Bundesligában szereplő VfL Wolfsburg harmadik számú kapusnak.
Első szezonjában egyetlen mérkőzést sem játszott a profiknál, és a tartalék csapatnál is csak egyszer lépett pályára a Regionalliga West-ben. 2009-ben a Wolfsburg német bajnok lett, Hitz azonban egy percet sem játszott a szezon során. A 2009–10-es szezonban a VfL Wolfsburg II első számú kapusa, 29 mérkőzésen állt kapuban. Diego Benaglio eltiltása, majd sérülése miatt Hitz a profi keretbe került. Itt a második számú kapus, André Lenz, is egészségügyi problémákkal küzdött, így Hitz 2010. február 18-án a Villarreal ellen debütált a Wolfsburg kapusaként az Európa-ligában. Négy nappal később a Bundesligában is debütált, a Schalke ellen. Benaglio visszatérése előtt öt mérkőzésen védett, és a következő szezonban ő maradt a második számú kapus.
Miután szerződése 2013-ban lejárt, elhagyta a klubot, és a 2013–2014-es szezonra az FC Augsburghoz igazolt. 2015. február 21-én, a 22. fordulóban, Hitz a hosszabbításban gólt lőtt a Bayer 04 Leverkusen ellen, beállítva a 2–2-es végeredményt. Ezzel Jens Lehmann és Frank Rost után ő lett a harmadik kapus a Bundesliga történetében, aki nyílt játékból szerzett gólt. Ezt a gólt választották a hónap góljának. Ebben a szezonban az Augsburg kvalifikált az Európa-ligába, ahol az egyenes kiesés szakasz első fordulójában a későbbi döntős Liverpool ejtette ki őket. 2015. december 5-én, az 1. FC Köln elleni mérkőzésen, miután a játékvezető büntetőt ítélt a Köln javára, Hitz megrongálta a tizenegyes pont környékét a cipője stoplijaival. A büntetőt elvégző Anthony Modeste a lövés pillanatában megcsúszott, Hitz pedig hárított. Hitz később elnézést kért a sportszerűtlen magatartásáért.
A szerződése lejártát követően Hitz 2018-ban a Borussia Dortmundhoz igazolt, ahol 2021 júniusáig érvényes szerződést írt alá. Itt 2018. október 31-én debütált az 1. FC Union Berlin elleni kupameccsen, majd november 10-én a Bayern München ellen lépett pályára először a ligában a Dortmund kapusaként a sérült Roman Bürki helyén . Hitz 2019-ben szerezte meg első címét a Dortmunddal, amikor 2–0-ra verték a Bayernt a német szuperkupában . Az ezt követő szezonban négy alkalommal helyettesítette Bürkit a Bundesligában (három meccset kapott gól nélkül játszott végig), a kupában pedig a Dortmund minden meccsén ő védett (a csapat a nyolcaddöntőben esett ki).
2022. május 20-án jelentette be, hogy a 2022–2023-as szezont a Basel csapatánál kezdi meg. 2025 nyaráig írt alá.

## A válogatott
Hitz játszott a svájci korosztályos válogatottakban, az U20-as válogatottban első számú kapus volt. 2014. augusztus 29-én hívták be először a svájci válogatottba. 2014. szeptember 8-án az angolok elleni EB-selejtező mérkőzésen a kispadon ült. A válogatottban 2015. június 10-én debütált Liechtenstein ellen. A selejtezők során csak az utolsó fordulóban védett az Észtország elleni tét nélküli meccsen. Svájc EB-keretében második számú kapusként szerepelt, de a bajnokság során nem lépett pályára.

## Sikerei
- VfL Wolfsburg
  - Német bajnok : 2009 (nem lépett pályára)

- Borussia Dortmund
  - Német kupa: 2021
  - Német szuperkupa: 2019

## Fordítás
- Ez a szócikk részben vagy egészben a Marwin Hitz című német Wikipédia-szócikk ezen változatának fordításán alapul.  Az eredeti cikk szerkesztőit annak laptörténete sorolja fel. Ez a jelzés csupán a megfogalmazás eredetét és a szerzői jogokat jelzi, nem szolgál a cikkben szereplő információk forrásmegjelöléseként.